# شیخ حمیدو کان
شیخ حمیدو کان (به فرانسوی: Cheikh Hamidou Kane) نویسنده قرن بیستم میلادی اهل سنگال است.